# كناريون بنغالي
كناريون بنغالي (الاسم العلمي:Canarium bengalense) هو نوع من النباتات يتبع جنس الكناريون من الفصيلة البخورية.